# Bački Breg
Bački Breg (Бачки Брег, croată Bereg, maghiară Béreg) este un sat situat în partea de nord-vest a Serbiei, în Voivodina. Aparține de comuna Sombor. Punct de graniță cu Ungaria, vis-a-vis de localitatea Hercegszántó. Populația este majoritar croată (738 locuitori).